# ILO-Klassifikation
Die ILO-Klassifikation (International Classification of Radiographs of Pneumoconioses) ist eine von der International Labour Organization (ILO) herausgegebene röntgenologische Klassifikation zur Einteilung von Atemwegserkrankungen, die durch diverse Stäube verursacht wurden (Pneumokoniosen). Bei beruflich belasteten Personen sollen so frühzeitig Lungenschädigungen erkannt und gutachterlich beurteilt werden. Veränderungen des Röntgenbilds der Lunge werden nach bestimmten einheitlichen Prinzipien erfasst und verschlüsselt. Aktuell ist die Version ILO-2000.
Ziel ist es,
- eine Pneumokoniose rechtzeitig zu erkennen und einer Therapie zuzuführen,
- die Ausdehnung der Lungenveränderungen abschätzen zu können und
- Komplikationen frühzeitig zu erkennen.

Es werden Form, Größe und Streuung bzw. Häufung der Verschattungen auf dem Röntgenbild registriert und verschlüsselt. Zusätzlich werden Veränderungen am Rippenfell, Herzbeutel und am Hilus der Lunge erfasst.
Um eine einheitliche Befundung zu gewährleisten, gibt es Referenzfilme, verbale Definitionen und Skizzen, die von der ILO in Genf herausgegeben werden.